# Let's Get Loud (canción de Jennifer Lopez)
«Let's Get Loud» es el quinto y último sencillo del álbum debut On the 6 de Jennifer López lanzado en 1999.
Por otra parte, fue una de las canciones interpretadas durante el espectáculo de medio tiempo del Super Bowl LIV, llevado a cabo el 2 de febrero de 2020.

## Música y letra
"Let's Get Loud" fue escrita originalmente por Gloria Estefan, pero sentía que la canción era demasiado similar a sus grabaciones anteriores. Luego le pasó la canción a López, indicando que era una canción que le sentaba bastante bien a Jennifer López. Estefan, quien coescribió la canción junto a Kike Santander, afirmó que López se divertiría "más con ella" y le daría "un nuevo giro". "Let's Get Loud" se considera una de las canciones más famosas de López junto a On the Floor, If You Had My Love, Jenny from the Block y Get Right.

## Video musical
Fue publicado el 8 de agosto de 2000, solo en Europa, Latinoamérica y Australia. La canción no logró entrar en el Billboard Hot 100 ya que no fue lanzado como sencillo en el país norteamericano, algo constantemente cuestionado ya que es una de las canciones insignia de la artista. A pesar de la poca difusión en dicho país tuvo críticas muy favorables, mientras que consiguió un gran éxito en el extranjero. Además, la canción logró la segunda nominación de Jennifer López en los premios Grammy por "Mejor Espectáculo de Danza" en 2001 (la primera fue para "Waiting for Tonight" el año anterior).

En Australia, Latinoamérica y  Europa, donde el sencillo recibió una programación de radio masiva, la canción se convirtió en una especie de himno para los eventos deportivos más importantes de difusión en la televisión, debido a su ritmo alegre y su letra que alienta a "ser más ruidosos". 
En Italia fue el tercer sencillo de la cantante a aparecer en el top 10.
No fue filmado un video para el sencillo, pero, como tal, para promover la canción se utilizaron imágenes del año anterior cuando actuó en la Copa Mundial Femenina de Fútbol de 1999.

## Formatos y listas de pistas
| Francia CD sencillo |                   |          |  |
| N.º                 | Título            | Duración |  |
| 1.                  | «Let's Get Loud»  | 3:58     |  |
| 2.                  | «Feelin' So Good» | 3:39     |  |

| Australia maxisencillo |                                                     |          |  |
| N.º                    | Título                                              | Duración |  |
| 1.                     | «Let's Get Loud» (Álbum versión)                    | 3:59     |  |
| 2.                     | «Let's Get Loud» (Kung Pow Radio Mix)               | 3:57     |  |
| 3.                     | «Let's Get Loud» (Castle Hill Club Mix)             | 8:08     |  |
| 4.                     | «Let's Get Loud» (D.MD Strong Club)                 | 10:32    |  |
| 5.                     | «Let's Get Loud» (Matt & Vito's Live Your Club Mix) | 11:19    |  |

| Europa maxisencillo |                                                            |          |  |
| N.º                 | Título                                                     | Duración |  |
| 1.                  | «Let's Get Loud» (Álbum versión)                           | 3:58     |  |
| 2.                  | «Let's Get Loud» (Kung Pow Radio Mix)                      | 3:57     |  |
| 3.                  | «Let's Get Loud» (Castle Hill Club Mix)                    | 8:08     |  |
| 4.                  | «Let's Get Loud» (Matt & Vito's Live Your Life Radio Edit) | 4:11     |  |

| Europa Vinilo de 12 |                                                          |          |  |
| N.º                 | Título                                                   | Duración |  |
| 1.                  | «Let's Get Loud» (D. MD Strong Club)                     | 10:32    |  |
| 2.                  | «Let's Get Loud» (Matt & Vito's Live Your Life Club Mix) | 11:19    |  |
| 3.                  | «Let's Get Loud» (Castle Hill Club Mix)                  | 8:08     |  |
| 4.                  | «Let's Get Loud» (Kung Pow Radio Mix)                    | 3:57     |  |

## Posiciones en listas
| Lista (2000)                          | Alta posición |
| ------------------------------------- | ------------- |
| Australia (ARIA)                      | 9             |
| Argentina (Argentina Hot 100)         | 1             |
| España (Top 100 Canciones)            | 5             |
| Austria (Ö3 Austria Top 40)           | 11            |
| Bélgica (Flandes) (Ultratop 50)       | 7             |
| Bélgica (Valonia) (Ultratop 50)       | 21            |
| Canadá (Nielsen SoundScan)            | 26            |
| Francia (SNEP)                        | 40            |
| Alemania (Offizielle Deutsche Charts) | 13            |
| Hungaria (MAHASZ)                     | 1             |
| Islandia (Íslenski Listinn Topp 40)   | 3             |
| Italia (FIMI)                         | 6             |
| Países Bajos (Dutch Top 40)           | 3             |
| México (Mexico Songs)                 | 5             |
| Portugal (AFP)                        | 9             |
| Rumania (Romanian Top 100)            | 9             |
| Suecia (Sverigetopplistan)            | 52            |
| Suiza (Schweizer Hitparade)           | 10            |
| Uruguay (Notimex)                     | 2             |
| Estados Unidos (Hot Dance Club Songs) | 39            |

### Listas fin de año
| Listas (2000)                   | Posiciones |
| ------------------------------- | ---------- |
| Australian Singles Chart (ARIA) | 25         |

## Certificaciones
| Australia    | Diamante |                       |         |
| Países Bajos | Oro      | Estados Unidos (RIAA) | Platino |